# Lubniewice (stacja kolejowa)
Lubniewice – nieistniejąca już stacja kolejowa w Lubniewicach, w powiecie sulęcińskim, w województwie lubuskim, w Polsce. Została zbudowana w 1912 roku przez KPEV. W 1950 roku nastąpiło jej zamknięcie i likwidacja.